# Dymecodon pilirostris
Dymecodon pilirostris är ett däggdjur i familjen mullvadsdjur och den enda arten i sitt släkte.

## Beskrivning
Djuret är närmast släkt med arten Urotrichus talpoides, som likaså förekommer i Japan, och tidigare listades de i samma släkte. Dymecodon pilirostris lever mer underjordisk än den andra arten och föredrar barrskogar i bergstrakter (minst 1 000 meter höga) som habitat medan Urotrichus talpoides även hittas i öppna och låglänta regioner.
Individerna påminner lite mer om näbbmöss än om egentliga mullvadar. Kroppslängden (huvud och bål) är 6,5 till 10 cm och svansen blir 2,5 till 4 cm lång. Urotrichus talpoides når en vikt av 25 till 40 gram och Dymecodon pilirostris borde vara lika tung. Pälsen har en mörkbrun till svart färg och de små yttre öronen är gömda i pälsen. Framfötterna är inte lika kraftig som hos andra mullvadar och svansen kan lagra fett.
Arten gräver underjordiska tunnlar och livnär sig av daggmaskar, insekter och spindeldjur. Fortplantningen sker vanligen under våren och ibland även under hösten. Dräktigheten varar cirka fyra veckor.
IUCN bedömer beståndet som stabilt och listar arten som livskraftig (LC).